# Le Grand, Kalifornien
Le Grand är en ort i Merced County i delstaten Kalifornien, USA.